# Lobomastax
Lobomastax is een geslacht van rechtvleugeligen uit de familie Euschmidtiidae. De wetenschappelijke naam van dit geslacht is voor het eerst geldig gepubliceerd in 1964 door Descamps.

## Soorten
Het geslacht Lobomastax omvat de volgende soorten:
- Lobomastax angulata Descamps, 1964
- Lobomastax hova Saussure, 1903
- Lobomastax nana Descamps, 1971
- Lobomastax recurva Descamps, 1964
- Lobomastax tridens Descamps, 1971